# Вернер Файман
Вернер Файман (на немски: Werner Faymann) е австрийски политик от Социалдемократическата партия (СДП) и канцлер на Австрия от 2 декември 2008 г. до 9 май 2016 г.